# Parafia Najświętszej Maryi Panny Królowej Polski w Kwiatonowicach
Parafia Matki Bożej Królowej Polski w Kwiatonowicach – parafia znajdująca się w diecezji tarnowskiej w dekanacie łużniańskim.

## Historia
Do 10 lipca 1985 r. Kwiatonowice należały do parafii Bożego Ciała w Bieczu. Z powodu dużej odległości do kościoła w Bieczu mieszkańcy wsi zaczęli starać się o budowa własnego kościoła. W 1979 r. podczas I pielgrzymki do Polski, papież Jan Paweł II poświęcił kamień węgielny pod budowa kościoła w Kwiatonowicach. Budowę rozpoczęto 4 kwietnia 1981 r., a 28 maja 1983 kościół poświęcił biskup tarnowski Jerzy Ablewicz.
Po jego wybudowaniu mieszkańcy zaczęli starać się o utworzenie niezależnej parafii. Bp Jerzy Ablewicz dekretem ogłoszonym dnia 10 lipca 1985 r. erygował nową parafię.
W dniu 3 maja 2021 r. podczas corocznego odpustu parafialnego bp tarnowski Andrzej Jeż dokonał konsekracji kościoła. W konsekrowanym ołtarzu umieszczono wówczas relikwie bł. Karoliny Kózkówny.

## Proboszczowie parafii kwiatonowickiej[2]
- ks. Władysław Mikulski (1978–1985)
- ks. Józef Bania (1985–2004)
- ks. Emil Myszkowski (2004–2010)
- ks. Piotr Fiksak (2010–2017)
- ks. Antoni Mulka (2017–2025)[3]
- ks. Mariusz Król (2025 – )[4]